# 레진코믹스

레진코믹스(Lezhin Comics)는 (주)레진엔터테인먼트에서 만든 '성숙한 독자들을 위한 프리미엄 만화 서비스'이다. 2013년 6월 7일, 레진(Lezhin)이란 필명으로 활동하던 블로거 한희성과 개발자 권정혁이 설립했다. 웹툰은 무료라는 인식을 깨고 부분유료화 사업모델을 만들었다. 서비스 첫 달 손익 분기점을 넘었고 이후 매달 20~40%씩 성장했으며, 안드로이드폰 국내 만화 부문 매출 1위를 달리고 있다. 벤처기업으로는 이례적으로 창업 첫해부터 흑자를 달성하여 미래창조과학부 워크숍에서 사례 발표를 하는 등 주목을 받았다.
레진코믹스에서는 무료 작품, 유료 작품이 각각 존재하며 많은 사람들이 이용하고 있다.

## 개요
레진코믹스는 2004년부터 이글루스에서 '레진닷컴'이라는 이름의 유명한 블로그를 운영하던 블로거 레진(한희성)이 주도해 만든 웹툰 서비스이다. '재미있는 만화를, 쉽게 결제해서, 편하게 보게 하자'를 목표로 2013년 6월 7일 안드로이드에 레진코믹스 앱을 처음으로 출시했고 이어 2013년 8월 16일에는 iOS 용 앱을 출시했으며 2013년 9월 27일에는 웹사이트도 서비스하기 시작했다. 무료로 볼 수 있었던 기존 웹툰과 달리 레진코믹스는 시작부터 부분 유료화 모델을 시도해 논란이 되었다. 뿐만 아니라 네이버와 다음이라는 거대 포털을 모체로 하는 '네이버 웹툰'과 '다음 만화속세상'이 양분하고있는 웹툰 시장에 작은 스타트업이 진입한다는 것은 무모하다는 의견이 지배적이었다. 하지만 우려의 목소리와 달리 레진코믹스는 출시 즉시 구글플레이 만화부문 매출 1위를 달성했고 앱스토어 도서부문 매출 1위를 달성했다. 2014년 매출이 103억정도였고 서비스 오픈 이후 월 평균 매출이 20%씩 계속 증가하고 있다(2015년 5월 기준). 광고가 없다는 점을 생각하면 놀라운 성과이다. 유료인 만큼 수수료를 제외한 수익의 60% 이상이 작가들에게 원고료로 지급되는데, 이에 따라 돈을 많이 버는 작가들도 나오기 시작했다. 연봉 환산 시 억대를 기록하는 작가들도 있다. <나쁜상사>를 연재하는 작가 '네온비'는 2014년 6월 첫째 주 누적 매출(서비스 시작 1년 후) 2억 8천만원을 달성했다. (2015년 5월 기준) 레진코믹스에 등록된 만화는 700여개이며 연재중인 만화는 240여개로 국내 최대를 기록중이다. (2015년 6월 기준) 회원은 1045만명이며, 게제 작품은 만화 5996편, 모든 작품의 누적 조회수는 35억을 넘는다. 최다 조회 작품은 캠퍼스 로맨스물 <우리사이느은>으로, 누적조회 1억 2300만 명이다. (2017년 6월 기준) 탄센트와 중국 내 웹툰 플랫폼 콰이콴을 통해 한국 웹툰을 선보이고 있다.
레진코믹스는 (주)레진엔터테인먼트에서 운영한다. 원래 레진닷컴이라는 통합 컨텐츠 포털을 만들고자 했지만 처음부터 여러가지를 하는 것 보다 하나를 선택해 집중하는 것이 좋겠다 판단해 만화만 서비스하는 레진 코믹스를 시작했다. 제작비용이 적고 파급력이 좋으며 남녀노소 즐길 수 있기 때문이다. 하지만 레진코믹스의 성장에 따라 영화, 애니메이션, 드라마, 소설, 영화 전반으로 사업 영역을 확장할 계획을 가지고 있다. 실제로 보유한 만화를 기반으로 만드는 드라마, 영상 등의 영상화 작업을 진행 중이다. 영화를 본 관객들이 원작 만화를 보기 위해 다시 레진을 찾아오는 연결고리를 만드는 것이 목표이다. 2015년 후반에는 웹툰과 게임을 결합한 콘텐츠를 공개할 예정이다.

## 역사
- 2012년 4월 : (주)레진엔터테인먼트 법인 설립
- 2013년 6월 7일 : 안드로이드 앱 출시[11]
- 2013년 7월 15일 : 토/일 만화 추가
- 2013년 8월 16일 : ios 앱 출시
- 2013년 9월 27일 : 웹사이트 개시
- 2013년 12월 15일 : 출판만화 카테고리 추가, 가로로 넘기는 페이지 뷰어 추가, 크로스뷰 기능 추가
- 2014년 1월 10일 : 문화상품권/도서상품권 결제 기능 추가
- 2014년 4월 16일 : 엔씨소프트로부터 50억의 투자 유치[12]
- 2014년 5월 1일 : 검색기능 추가, 내서재 편집 기능 추가, 장르별 검색기능 추가, 추천만화기능 추가
- 2014년 9월 - 12월 : 제 1회 레진코믹스 세계 만화 공모전 개최
- 2015년 1월 30일 : 제 1회 레진코믹스 세계 만화 공모전 수상작 발표
- 2015년 3월 24일 : 방송통신심의의위원회에서 음란물 유통을 이유로 레진코믹스 접속 차단
- 2015년 3월 24일 : 방송통신심의의위원회에서 결정 번복, 다시 접속 허용
- 2015년 4월 17일 : 성인만화 노출 방지 탭 추가[13], 레진코믹스 일본판 서비스 시작[14]
- 2015년 5월 25일 : 레진코믹스배 '하스스톤 마스터즈 코리아' 개막[15]
- 2015년 11월 - 2016년 2월 : 제 2회 레진코믹스 세계 만화 공모전 개최[16]
- 2015년 12월 : 레진코믹스 미국판 서비스 시작[17]
- 2016년 4월 1일 : 제 2회 레진코믹스 세계 만화 공모전 수상작 발표[18]
- 2016년 6월 22일 : IMM PE 600억 투자 유치[19]
- 2016년 11월 - 2017년 2월 : 제 3회 레진코믹스 세계 만화 공모전 개최[20]
- 2017년 4월 4일 : 제 3회 레진코믹스 세계 만화 공모전 수상작 발표[21]
- 2017년 9월 18일 : 개인화 콘텐츠 추천 기능 추가[22]

## 특징

### 부분유료
기존 웹툰 서비스와 레진코믹스의 가장 큰 차이는 처음부터 유료 모델로 시작했다는 것이다. 기존 웹툰들은 모체인 대형 포털(네이버, 다음, 네이트 등)에 트래픽을 가져다주는 목적으로 운영되기 때문에 대체로 무료로 제공되었다. 목적이 이러하다보니 포털 서비스사들은 만화 작가들과 수익을 나누는데 소극적이었다. 이러한 한국 웹툰 시장의 구조적 문제와 악순환을 개선하기 위한 유료화 시도도 있었지만 이미 웹툰은 무료라는 인식을 가지고 있는 네티즌들의 외면으로 실패하는 경우가 많았다. 하지만 레진코믹스는 처음부터 대형 포털과 독자적인 웹툰 전문 플랫폼을 기반으로 유료화 모델을 도입했고 안정적인 수익을 끌어내는데 성공했다.
레진코믹스의 유료화 성공 이유는 크게 네 가지로 평가할 수 있다. 첫째는 콘텐츠의 질이다. 레진코믹스의 이성업 총괄 이사는 콘텐츠의 질을 좋게 유지하는 것이 최고의 마케팅 방법이라고 말한다. 웹툰 이용자들이 돈을 주고서라도 보고싶을 만큼 수준 있는 웹툰을 제공한다면 자연스럽게 지갑을 열 것이라는 말이다. 유료화 성공의 두번째 이유는 성인 독자들을 타게팅 했다는 것이다. 레진코믹스는 '성숙한 독자들을 위한' 웹툰 서비스를 표방하고 있다. (2015년 5월 기준) 전체 웹툰의 20%정도가 19금 아이콘을 단 성인 웹툰인데 성인 웹툰은 거의 유료로 결제해야만 볼 수 있다. 10대에 비해 구매력이 높은 성인들을 대상으로 한 것이다. 세번째로 레진코믹스는 결제 과정이 매우 간단하다. 레진코믹스 앱은 결제를 하기 위해 페이지를 벗어날 필요 없이 앱 안에서 곧바로 코인 결제를 할 수 있다. 웹사이트도 모바일 결제, 문화상품권 결제 등의 방식도 제공한다. 마지막으로 부분 유료화 전략이 매우 영리하다. 유료 콘텐츠의 종류는 두가지인데, 무조건 결제해야만 볼 수 있는 웹툰이 있고, 일정 시간이 지나면 무료로 풀리는 웹툰이 있다. 성인을 대상으로 하거나 이미 높은 인지도를 가지고 있는 작가의 웹툰의 경우 전자에 해당되는데 기본적으로 인기가 많기 때문에 완전 유료임에도 불구하고 이용자가 많다. 대다수의 웹툰은 후자에 해당된다. 7일을 기다리면 무료로 다음 편을 볼 수 있지만, 300원~500원만 지불하면 당장 다음 편을 볼 수 있기 때문에 유료로 결제의 유인이 매우 높다.
한국콘텐츠진흥원(KOCCA)에서 2015년 6월 발표한 <웹툰 산업 현황 및 실태 조사>는 '레진코믹스로 시작된 웹툰 전문 플랫폼이 유료 기반 서비스로 작가와 일정 비율로 수익을 배분하는 시스템을 이용하여 작가 수익시장 활성화에 큰 기여를 했다'고 평가했다.

### 성인 웹툰
폭 넓은 독자층에게 어필할 수 있는 작품을 주로 연재하는 네이버 웹툰, 다음 만화속세상과는 달리, 레진코믹스의 연재작품은 대체적으로 대중성보다는 성인을 타겟으로 작품성 및 작가의 표현의 자유를 중시하여 주제와 장르에 관계없이 다양한 작품을 연재한다. 여기서 성인만화란 꼭 성적인 콘텐츠를 말하는 것이 아니라 '미생'과 같이 성인 독자에게 어필할 만한 웹툰을 의미한다고 권정혁 CTO는 말한다. 동성애 작품도 타 플랫폼에 비해 월등히 많은 편이다.

### 기타
- 레진코믹스는 댓글 기능이 없다. 유료 결제로 앞 내용을 미리 본 독자들의 스포일러를 막아야 하고 공격적인 댓글로 인해 작가들이 상처받지 않게 하기 위해서이다[6].
- 레진코믹스에는 즐겨찾기 기능도 없다. 새롭게 업데이트된 만화에 이용자들의 노출 가능성을 높이기 위함이다[6].

## 수상
- 2013 한국인터넷진흥원(KISA) 주관 '글로벌 K-스타트업 프로그램 2013'에 선정 및 구글 특별상 수상[25]
- 2014 대한민국 인터넷대상 국무총리상 수상[26]

## 스폰서
- 레진코믹스 하스스톤 마스터즈 코리아 시즌 2,3

## 이슈
- 2014년 9월 17일 ~ 2014년 12월 17일 '제 1회 레진코믹스 세계 만화 공모전'을 개최했다. 대상 선정작 1팀에 1억원, 최우수상 1팀에 2천만원, 우수상 10팀에 300만원으로 총 상금 1억 5천만원이라는 상금 규모와 우승시 한일 동시 연재의 특전이 주어져 화제가 되었다. 접수된 작품 수는 총 2,941편으로 167:1의 높은 경쟁률을 기록했다. 응모작의 국적도 다양해서 한국에서 1700여편, 일본에서 600여편, 대만과 중국에서 100여편, 미국에서 12편이 접수되었다. 마카오, 말레이시아, 영국에서도 각각 1편이 접수되었다.[27] 열띤 응모에 따라 수상작도 기존에 계획했던 12편에서 3편을 추가해 15편을 시상했다. 수상작에 선정된 은송 작가의 <기도>, 김민소 작가의 <Delicious>등은 현재 레진코믹스에서 연재중이다.

- 음란물 유통논란

2015년 3월 25일, 방송통신심의위원회는 음란물 유통을 이유로 사이트를 차단했다가 2시간여만에 해제하는 소동을 빚었다. 방송통신심의위원회는 '성기 노출, 성행위 묘사 등 다수의 음란물을 게재했고 청소년 보호를 위한 수단도 부족한 것으로 나타났다'는 이유로 레진 코믹스의 일부 만화를 문제삼아 사이트 접속차단 조치를 내렸다. 하지만 네티즌들의 반발이 강하게 일자 2시간여만에 번복해 차단을 해지했다 이 사건으로 인해 방송통신심의위원회의 음란성 판단 기준에 대한 의문과 온라인 표현의 자유 침해와 관련된 이슈가 다시 한 번 불거졌다. 특히 창조경제 모델로 주목받아 미래창조과학부 주관 '글로벌 K스타트업'에서 최우수상을 수상하고 '대한민국 인터넷 대상' 국무총리상을 수상했던 레진코믹스를 대상으로 벌어진 사건이어서 더 논란이 되었다.